# 奧帕圖夫

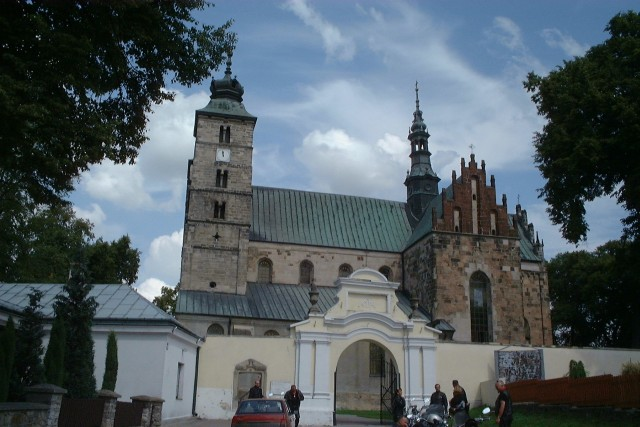

奧帕圖夫是波蘭的城鎮，位於該國東南部維斯瓦河畔，距離聖十字地區奧斯特羅維茨17公里，由聖十字省負責管轄，面積9.36平方公里，2006年人口6,846。

## 外部連結
- Official town website
- Saint Martin's Church in Opatów（页面存档备份，存于）
- Map, via mapa.szukacz.pl
- jewishgen.org